# Championnat des Samoa américaines de football 2010
 (mai 2025).
Navigation
Saison précédente Saison suivante
La saison 2010 du Championnat des Samoa américaines de football est la trente-cinquième édition de la FFAS Soccer League, le championnat de première division aux Samoa américaines. Les quinze formations participantes sont réparties en deux poules où elles s'affrontent une seule fois, puis les six premiers jouent une phase finale à élimination directe pour désigner le champion. Il n'y a pas de relégation à l'issue de la compétition.
C'est le club de Pago Youth qui est sacré champion cette saison après avoir battu le tenant du titre, Black Roses FC, en finale. C'est le second titre de champion des Samoa américaines de l'histoire du club.

## Les clubs participants
- SKBC FC
- Pago Youth A
- Tafuna Jets A
- PanSa Mens
- Utulei Youth
- Ilaoa et To'omata
- Black Roses FC
- Fagasa Youth
- Green Bay Faga'alu
- Pago Youth B
- Tafuna Jets B
- Kiwi Soccers
- Vailoatai Youth
- Lauli'i FC
- Lion Heart FC

## Compétition
Le barème de points servant à établir le classement se décompose ainsi :
- Victoire : 3 points
- Match nul : 1 point
- Défaite : 0 point

### Phase de poules
| Rang | Équipe            | Pts | J | G | N | P | Bp | Bc | Diff |
| ---- | ----------------- | --- | - | - | - | - | -- | -- | ---- |
| 1    | Black Roses FCT   | 13  | 5 | 4 | 1 | 0 | 31 | 8  | +23  |
| 2    | Fagasa Youth      | 10  | 6 | 2 | 4 | 0 | 14 | 11 | +3   |
| 3    | Kiwi Soccers      | 10  | 6 | 3 | 1 | 2 | 18 | 25 | -7   |
| 4    | Utulei Youth      | 9   | 6 | 3 | 0 | 3 | 19 | 16 | +3   |
| 5    | Tafuna Jets A     | 7   | 5 | 2 | 1 | 2 | 9  | 10 | -1   |
| 6    | Ilaoa et To'omata | 6   | 6 | 2 | 0 | 4 | 12 | 19 | -7   |
| 7    | Pago Youth B      | 1   | 6 | 0 | 1 | 5 | 11 | 25 | -14  |

| Rang | Équipe             | Pts | J | G | N | P | Bp | Bc | Diff |
| ---- | ------------------ | --- | - | - | - | - | -- | -- | ---- |
| 1    | Pago Youth A       | 21  | 7 | 7 | 0 | 0 | 23 | 6  | +17  |
| 2    | Vailoatai Youth    | 16  | 7 | 5 | 1 | 1 | 42 | 9  | +33  |
| 3    | SKBC FC            | 14  | 7 | 4 | 2 | 1 | 27 | 7  | +20  |
| 4    | Lion Heart         | 10  | 6 | 3 | 1 | 2 | 18 | 9  | +9   |
| 5    | PanSa Mens         | 6   | 6 | 2 | 0 | 4 | 14 | 12 | +2   |
| 6    | Lauli'i FC         | 6   | 6 | 2 | 0 | 4 | 11 | 21 | -10  |
| 7    | Green Bay Faga'alu | 1   | 7 | 0 | 1 | 6 | 8  | 40 | -32  |
| 8    | Tafuna Jets B      | 1   | 6 | 0 | 1 | 5 | 3  | 42 | -39  |

### Phase finale
|  | Huitièmes de finale | Huitièmes de finale | Huitièmes de finale | Huitièmes de finale |                  |                 | Quarts de finale | Quarts de finale | Quarts de finale | Quarts de finale |                  |                  | Demi-finales    | Demi-finales    | Demi-finales    | Demi-finales    |  |  | Finale           | Finale           | Finale           | Finale           |
|  |                     |                     |                     |                     |                  |                 |                  |                  |                  |                  |                  |                  |                 |                 |                 |                 |  |  |                  |                  |                  |                  |
|  |                     |                     |                     |                     |                  |                 | 27 novembre 2010 | 27 novembre 2010 | 27 novembre 2010 | 27 novembre 2010 |                  |                  | 4 décembre 2010 | 4 décembre 2010 | 4 décembre 2010 | 4 décembre 2010 |  |  | 11 décembre 2010 | 11 décembre 2010 | 11 décembre 2010 | 11 décembre 2010 |
|  |                     |                     |                     |                     |                  |                 | 27 novembre 2010 | 27 novembre 2010 | 27 novembre 2010 | 27 novembre 2010 |                  |                  | 4 décembre 2010 | 4 décembre 2010 | 4 décembre 2010 | 4 décembre 2010 |  |  | 11 décembre 2010 | 11 décembre 2010 | 11 décembre 2010 | 11 décembre 2010 |
|  |                     |                     |                     |                     |                  |                 | 27 novembre 2010 | 27 novembre 2010 | 27 novembre 2010 | 27 novembre 2010 |                  |                  | 4 décembre 2010 | 4 décembre 2010 | 4 décembre 2010 | 4 décembre 2010 |  |  | 11 décembre 2010 | 11 décembre 2010 | 11 décembre 2010 | 11 décembre 2010 |
|  |                     |                     |                     |                     |                  |                 | 27 novembre 2010 | 27 novembre 2010 | 27 novembre 2010 | 27 novembre 2010 |                  |                  | 4 décembre 2010 | 4 décembre 2010 | 4 décembre 2010 | 4 décembre 2010 |  |  | 11 décembre 2010 | 11 décembre 2010 | 11 décembre 2010 | 11 décembre 2010 |
|  | Pago Youth A        | Pago Youth A        | 2                   | 2                   |                  |                 |                  |                  |                  |                  |                  |                  | 4 décembre 2010 | 4 décembre 2010 | 4 décembre 2010 | 4 décembre 2010 |  |  | 11 décembre 2010 | 11 décembre 2010 | 11 décembre 2010 | 11 décembre 2010 |
|  | Pago Youth A        | Pago Youth A        | 2                   | 2                   | 25 novembre 2010 |                 |                  |                  |                  |                  |                  |                  | 4 décembre 2010 | 4 décembre 2010 | 4 décembre 2010 | 4 décembre 2010 |  |  | 11 décembre 2010 | 11 décembre 2010 | 11 décembre 2010 | 11 décembre 2010 |
|  |                     |                     | Lion Heart          | Lion Heart          | 1                | 1               |                  |                  |                  |                  |                  |                  | 4 décembre 2010 | 4 décembre 2010 | 4 décembre 2010 | 4 décembre 2010 |  |  | 11 décembre 2010 | 11 décembre 2010 | 11 décembre 2010 | 11 décembre 2010 |
|  | Lion Heart          |                     | Lion Heart          | Lion Heart          | 1                | 1               |                  |                  |                  |                  |                  |                  | 4 décembre 2010 | 4 décembre 2010 | 4 décembre 2010 | 4 décembre 2010 |  |  | 11 décembre 2010 | 11 décembre 2010 | 11 décembre 2010 | 11 décembre 2010 |
|  |                     | 27 novembre 2010    |                     |                     |                  |                 |                  |                  |                  |                  |                  |                  | 4 décembre 2010 | 4 décembre 2010 | 4 décembre 2010 | 4 décembre 2010 |  |  | 11 décembre 2010 | 11 décembre 2010 | 11 décembre 2010 | 11 décembre 2010 |
|  | PanSa Mens forfait  |                     |                     |                     |                  |                 |                  |                  |                  |                  |                  |                  | 4 décembre 2010 | 4 décembre 2010 | 4 décembre 2010 | 4 décembre 2010 |  |  | 11 décembre 2010 | 11 décembre 2010 | 11 décembre 2010 | 11 décembre 2010 |
|  | Pago Youth A        | Pago Youth A        | 4                   | 4                   |                  |                 |                  |                  |                  |                  |                  |                  |                 |                 |                 |                 |  |  | 11 décembre 2010 | 11 décembre 2010 | 11 décembre 2010 | 11 décembre 2010 |
|  | Pago Youth A        | Pago Youth A        | 4                   | 4                   |                  |                 |                  |                  |                  |                  |                  |                  |                 |                 |                 |                 |  |  | 11 décembre 2010 | 11 décembre 2010 | 11 décembre 2010 | 11 décembre 2010 |
|  |                     |                     | Fagasa Youth        | Fagasa Youth        | 1                | 1               |                  |                  |                  |                  |                  |                  |                 |                 |                 |                 |  |  | 11 décembre 2010 | 11 décembre 2010 | 11 décembre 2010 | 11 décembre 2010 |
|  |                     |                     |                     |                     | 1                | 1               |                  |                  |                  |                  |                  |                  |                 |                 |                 |                 |  |  | 11 décembre 2010 | 11 décembre 2010 | 11 décembre 2010 | 11 décembre 2010 |
|  |                     | 4 décembre 2010     |                     |                     |                  |                 |                  |                  |                  |                  |                  |                  |                 |                 |                 |                 |  |  | 11 décembre 2010 | 11 décembre 2010 | 11 décembre 2010 | 11 décembre 2010 |
|  |                     |                     |                     |                     |                  |                 |                  |                  |                  |                  |                  |                  |                 |                 |                 |                 |  |  | 11 décembre 2010 | 11 décembre 2010 | 11 décembre 2010 | 11 décembre 2010 |
|  | Fagasa Youth        | Fagasa Youth        | 3                   | 3                   |                  |                 |                  |                  |                  |                  |                  |                  |                 |                 |                 |                 |  |  | 11 décembre 2010 | 11 décembre 2010 | 11 décembre 2010 | 11 décembre 2010 |
|  | Fagasa Youth        | Fagasa Youth        | 3                   | 3                   | 25 novembre 2010 |                 |                  |                  |                  |                  |                  |                  |                 |                 |                 |                 |  |  | 11 décembre 2010 | 11 décembre 2010 | 11 décembre 2010 | 11 décembre 2010 |
|  |                     |                     | Kiwi Soccers        | Kiwi Soccers        | 0                | 0               |                  |                  |                  |                  |                  |                  |                 |                 |                 |                 |  |  | 11 décembre 2010 | 11 décembre 2010 | 11 décembre 2010 | 11 décembre 2010 |
|  | Kiwi Soccers        | Kiwi Soccers        | Kiwi Soccers        | Kiwi Soccers        | 0                | 0               | 1                | 1                |                  |                  |                  |                  |                 |                 |                 |                 |  |  | 11 décembre 2010 | 11 décembre 2010 | 11 décembre 2010 | 11 décembre 2010 |
|  | Kiwi Soccers        | Kiwi Soccers        | 27 novembre 2010    |                     |                  |                 | 1                | 1                |                  |                  |                  |                  |                 |                 |                 |                 |  |  | 11 décembre 2010 | 11 décembre 2010 | 11 décembre 2010 | 11 décembre 2010 |
|  | Ilaoa et To'omata   | Ilaoa et To'omata   | 0                   | 0                   |                  |                 |                  |                  |                  |                  |                  |                  |                 |                 |                 |                 |  |  | 11 décembre 2010 | 11 décembre 2010 | 11 décembre 2010 | 11 décembre 2010 |
|  | Ilaoa et To'omata   | Ilaoa et To'omata   | 0                   | 0                   | Pago Youth A     | Pago Youth A    | 6                | 6                |                  |                  |                  |                  |                 |                 |                 |                 |  |  |                  |                  |                  |                  |
|  |                     |                     |                     |                     | Pago Youth A     | Pago Youth A    | 6                | 6                |                  |                  |                  |                  |                 |                 |                 |                 |  |  |                  |                  |                  |                  |
|  |                     |                     | Black Roses FC      | Black Roses FC      | 2                | 2               |                  |                  |                  |                  |                  |                  |                 |                 |                 |                 |  |  |                  |                  |                  |                  |
|  |                     |                     |                     |                     | 2                | 2               |                  |                  |                  |                  |                  |                  |                 |                 |                 |                 |  |  |                  |                  |                  |                  |
|  |                     |                     |                     |                     |                  |                 |                  |                  |                  |                  |                  |                  |                 |                 |                 |                 |  |  |                  |                  |                  |                  |
|  |                     |                     |                     |                     |                  |                 |                  |                  |                  |                  |                  |                  |                 |                 |                 |                 |  |  |                  |                  |                  |                  |
|  | Black Roses FC      | Black Roses FC      | 2                   | 2                   |                  |                 |                  |                  |                  |                  |                  |                  |                 |                 |                 |                 |  |  |                  |                  |                  |                  |
|  | Black Roses FC      | Black Roses FC      | 2                   | 2                   | 25 novembre 2010 |                 |                  |                  |                  |                  |                  |                  |                 |                 |                 |                 |  |  |                  |                  |                  |                  |
|  |                     |                     | Utulei Youth        | Utulei Youth        | 1                | 1               |                  |                  |                  |                  |                  |                  |                 |                 |                 |                 |  |  |                  |                  |                  |                  |
|  | Utulei Youth        | Utulei Youth        | Utulei Youth        | Utulei Youth        | 1                | 1               | 3                | 3                |                  |                  |                  |                  |                 |                 |                 |                 |  |  |                  |                  |                  |                  |
|  | Utulei Youth        | Utulei Youth        | 27 novembre 2010    |                     |                  |                 | 3                | 3                |                  |                  |                  |                  |                 |                 |                 |                 |  |  |                  |                  |                  |                  |
|  | Tafuna Jets A       | Tafuna Jets A       | 1                   | 1                   |                  |                 |                  |                  |                  |                  |                  |                  |                 |                 |                 |                 |  |  |                  |                  |                  |                  |
|  | Tafuna Jets A       | Tafuna Jets A       | 1                   | 1                   | Black Roses FC   | Black Roses FC  | 1                | 1                |                  |                  |                  |                  |                 |                 |                 |                 |  |  |                  |                  |                  |                  |
|  |                     |                     |                     |                     | Black Roses FC   | Black Roses FC  | 1                | 1                |                  |                  |                  |                  |                 |                 |                 |                 |  |  |                  |                  |                  |                  |
|  |                     |                     | Vailoatai Youth     | Vailoatai Youth     | 0                | 0               |                  |                  |                  |                  |                  |                  |                 |                 |                 |                 |  |  |                  |                  |                  |                  |
|  |                     |                     |                     |                     | 0                | 0               |                  |                  |                  |                  |                  |                  |                 |                 |                 |                 |  |  |                  |                  |                  |                  |
|  |                     |                     |                     |                     |                  |                 |                  |                  |                  |                  |                  |                  |                 |                 |                 |                 |  |  |                  |                  |                  |                  |
|  |                     |                     |                     |                     |                  |                 |                  |                  |                  |                  |                  |                  |                 |                 |                 |                 |  |  |                  |                  |                  |                  |
|  | Vailoatai Youth     | Vailoatai Youth     | 4                   | 4                   | Troisième place  | Troisième place | Troisième place  | Troisième place  |                  |                  |                  |                  |                 |                 |                 |                 |  |  |                  |                  |                  |                  |
|  | Vailoatai Youth     | Vailoatai Youth     | 4                   | 4                   | Troisième place  | Troisième place | Troisième place  | Troisième place  | 25 novembre 2010 |                  |                  |                  |                 |                 |                 |                 |  |  |                  |                  |                  |                  |
|  |                     |                     | SKBC FC             | SKBC FC             | 3                | 3               |                  |                  | 11 décembre 2010 | 11 décembre 2010 | 11 décembre 2010 | 11 décembre 2010 |                 |                 |                 |                 |  |  |                  |                  |                  |                  |
|  | SKBC FC             | SKBC FC             | SKBC FC             | SKBC FC             | 3                | 3               | 2                | 2                | 11 décembre 2010 | 11 décembre 2010 | 11 décembre 2010 | 11 décembre 2010 |                 |                 |                 |                 |  |  |                  |                  |                  |                  |
|  | SKBC FC             | SKBC FC             |                     |                     |                  |                 |                  | 2                |                  |                  | Fagasa Youth     | Fagasa Youth     | 2               | 2               |                 |                 |  |  |                  |                  |                  |                  |
|  | Lauli'i FC          | Lauli'i FC          | 1                   | 1                   |                  |                 |                  |                  |                  |                  | Fagasa Youth     | Fagasa Youth     | 2               | 2               |                 |                 |  |  |                  |                  |                  |                  |
|  | Lauli'i FC          | Lauli'i FC          | 1                   | 1                   | Vailoatai Youth  | Vailoatai Youth | 1                | 1                |                  |                  |                  |                  |                 |                 |                 |                 |  |  |                  |                  |                  |                  |
|  |                     |                     |                     |                     |                  |                 |                  |                  |                  |                  |                  |                  |                 |                 |                 |                 |  |  |                  |                  |                  |                  |

## Bilan de la saison
| Championnat des Samoa américaines de football 2010 |                         |
| Champion                                           | Pago Youth A (2e titre) |
| Qualifications continentales                       |                         |
| Ligue des champions de l'OFC 2011-2012             | Aucun                   |
| Promotions et relégations                          |                         |
| Promus en FFAS Soccer League                       | Aucun                   |
| Relégués                                           | Aucun                   |